# エヴリ・ピクチャー・テルズ・ア・ストーリー
『エヴリ・ピクチャー・テルズ・ア・ストーリー』(Every Picture Tells a Story)は、ロッド・スチュワートが1971年に発表したサード・アルバム。

## 解説
本作は、イギリスとアメリカの両国で、自身初のアルバム・チャート1位を獲得し、母国イギリスでは、45週連続のチャート・インというロング・ヒットとなった。また、収録曲「マギー・メイ」も、英米両国のシングル・チャートで1位を獲得している。
音楽評論家のStephen Thomas Erlewineは、allmusic.comにおいて本作を「アプローチを大きく変えることなく、ロッド・スチュワートは彼のハードロックとフォークとブルースの融合を完成させた」と評している。また、『ローリング・ストーン誌が選ぶオールタイム・ベストアルバム500』に於いて、172位にランクイン。

## 収録曲

### Side 1
1. エヴリ・ピクチャー・テルズ・ア・ストーリー - Every Picture Tells a Story (Rod Stewart, Ronnie Wood) - 5:57
2. シームス・ライク・ア・ロング・タイム - Seems Like a Long Time (Theodore Anderson) - 3:59
3. ザッツ・オール・ライト - That's All Right (Arthur Crudup) - 3:59
4. アメイジング・グレイス - Amazing Grace (Traditional) - 2:01
5. トゥモロウ・イズ・サッチ・ア・ロング・タイム - Tomorrow is Such a Long Time (Bob Dylan) - 3:41

### Side 2
1. リンク・ミュージック〜ヘンリーズ・チューン - Link Music - Henry's Tune - 0:30
2. マギー・メイ - Maggie May (R. Stewart, Martin Quittenton) - 5:13
3. マンドリン・ウィンド - Mandolin Wind (Rod Stewart) - 5:30
4. アイム・ルージング・ユー - (I Know) I'm Losing You (Norman Whitfield, Eddie Holland, Cornelius Grant) - 5:21
5. リーズン・トゥ・ビリーヴ - Reason to Believe (Tim Hardin) - 4:06

## レコーディング・メンバー
- ロッド・スチュワート - ボーカル、アコースティック・ギター
- ロン・ウッド - ギター、ペダル・スティール、ベース
- マーテル・ブランディ - アコースティック・ギター
- マーティン・クイッテントン - アコースティック・ギター
- イアン・マクレガン - オルガン
- ピーター・シアーズ - ピアノ
- アンディ・パイル - ベース
- ダニー・トンプソン - ダブル・ベース
- ミック・ウォーラー - ドラムス
- ディック・パウエル - ヴァイオリン
- レイ・ジャクソン[8] - マンドリン
- マギー・ベル - ボーカル
- マテウス・ローズ - ボーカル
- ジョン・バルドリー - ボーカル
- マデリン・ベル - ボーカル